# Colchicum balansae
Colchicum balansae är en tidlöseväxtart som beskrevs av Jules Émile Planchon. Colchicum balansae ingår i släktet tidlösor, och familjen tidlöseväxter. Inga underarter finns listade i Catalogue of Life.